# パーソナル・ショッパー
『パーソナル・ショッパー』（Personal Shopper）は、オリヴィエ・アサヤス監督・脚本、クリステン・スチュワート主演による2016年のフランスのサイコスリラー映画である。
第69回カンヌ国際映画祭ではコンペティション部門でパルム・ドールを争った末、アサヤスは『エリザのために』のクリスティアン・ムンジウとタイで監督賞を獲得した。

## キャスト
※括弧内は日本語吹替（2017年9月30日に「スター・チャンネル3」にて放送。DVD未収録）
- モウリーン・カートライト - クリステン・スチュワート（木下紗華）
- インゴ - ラース・アイディンガー（英語版）（大川透）
- ララ - シグリッド・ブアジズ（本田貴子）
- アーウィン - アンデルシュ・ダニエルセン・リー（英語版）（花輪英司）
- ゲイリー - タイ・オルウィン
- 警官 - アムー・グライア（フランス語版）
- キーラ - ノラ・フォン・ヴァルトシュテッテン（ドイツ語版）（魏涼子）
- ヴィクトル・ユーゴー - バンジャマン・ビオレ
- カッサンドル - オードリー・ボネ（フランス語版）
- ジェローム - パスカル・ランベール（英語版）(菊池康弘）

## 製作
2015年5月、オリヴィエ・アサヤスがクリステン・スチュワート出演作で脚本・監督を務めることが発表された。アサヤスとスチュワートは『アクトレス〜女たちの舞台〜』でもコラボレーションしていた。プロデューサーはシャルル・ジリベールが務めた。2015年10月、シグリッド・ブアジズ、ラース・アイディンガー、アンデルシュ・ダニエルセン・リー、ノラ・フォン・ヴァルトシュテッテンの出演が報じられた。2015年11月、タイ・オルウィンもキャストに加わったことが発表された。

### 撮影
主要撮影は2015年10月27日よりパリで始まった。

## 公開
ワールド・プレミアは2016年5月17日にカンヌ国際映画祭のコンペティション部門で行われた。フランスではレ・フィルム・デュ・ローザンジュ、北アメリカではIFCフィルムズが配給権を獲得した。また国際配給権はユニバーサル・ピクチャーズが獲得した。他にトロント国際映画祭やニューヨーク映画祭でも上映された。
フランスでは2016年12月14日、アメリカ合衆国では2017年3月10日に一般公開された。

## 評価
Rotten Tomatoesでは172件のレビューで支持率は79%、平均点は7.1/10となった。Metacriticでは28件のレビューで加重平均値は78/100とされた。カンヌ国際映画祭の最初のスクリーニングではブーイングを受けたが、公式プレミアの際は4分半に及ぶスタンディングオベーションで賞賛された。

### 受賞とノミネート
| 映画祭・賞       | 部門           | 候補                     | 結果       |
| ---------------- | -------------- | ------------------------ | ---------- |
| カンヌ国際映画祭 | パルム・ドール | オリヴィエ・アサヤス     | ノミネート |
| カンヌ国際映画祭 | 監督賞         | オリヴィエ・アサヤス     | 受賞       |
| オアハカ映画祭   | 女優賞         | クリステン・スチュワート | 受賞       |